# Freddie Gilroy
Frederick Freddie Gilroy  (Belfast, 7 maart 1936 – 28 juni 2016) was een Noord-Iers bokser.

## Biografie
Gilroy nam deel aan de Olympische Zomerspelen 1956 waar hij een bronzen medaille haalde in de categorie onder 54 kg. Hij vertegenwoordigde Ierland op deze Spelen. Na de Olympische Spelen werd hij professioneel bokser. Tussen 1957 en 1960 verloor hij geen kamp. In 1960 werd hij verslagen door de Fransman Alphonse Halimi voor het gevecht om de wereldtitel. Hij nam in 1962 afscheid van het professioneel boksen. Op dat moment was hij regerend Brits en Commonwealth kampioen.
Gilroy overleed in 2016 op 80-jarige leeftijd.

## Palmares

### Superweltergewicht
- 1956:  OS